# Roger Kimball
Roger Kimball (ur. 1953) – amerykański publicysta i krytyk, autor artykułów i książek z pogranicza socjologii, historii, polityki i sztuki. Pisze do m.in. magazynu "The New Criterion" oraz innych czasopism, takich jak "The Wall Street Journal", "National Review", "The Spectator".

## Publikacje
- The Rape of the Masters: How Political Correctness Sabotages Art, Encounter Books: San Francisco, 2004.
- Art's Prospect: The Challenge of Tradition in an Age of Celebrity, Ivan R. Dee: Chicago, 2003.
- Lives of the Mind: The Use and Abuse of Intelligence from Hegel to Wodehouse, Ivan R. Dee: Chicago 2002.
- Experiments Against Reality: The Fate of Culture in the Postmodern Age, Ivan R. Dee: Chicago 2000.
- The Long March: How the Cultural Revolution of the 1960s Changed America, Encounter Books: San Francisco, 2000 (wyd. pol. Długi marsz: jak rewolucja kulturalna z lat 60. zmieniła Amerykę, Elbląg : Sprawy Polityczne, 2008).
- Tenured Radicals: How Politics Has Corrupted Our Higher Education, HarperCollins, New York, 1990.